# Trichilia pungens
Trichilia pungens är en tvåhjärtbladig växtart som beskrevs av Ignatz Urban. Trichilia pungens ingår i släktet Trichilia och familjen Meliaceae. Inga underarter finns listade i Catalogue of Life.